# Cometa Lovejoy
La cometa Lovejoy, formalmente C/2011 W3 (Lovejoy), è una cometa di lungo periodo del sistema solare, appartenente alla famiglia delle comete radenti di Kreutz. È stata scoperta il 27 novembre 2011 dall'astronomo australiano Terry Lovejoy; è la prima cometa radente scoperta da terra dal 1970.
Al perielio la cometa è penetrata nella corona solare transitando a circa 140.000 km dalla superficie della stella il 16 dicembre 2011, alle 00:35 UTC. Sebbene non fosse previsto che sopravvivesse all'evento, è stata vista emergere dal disco solare attraverso alcuni telescopi orbitanti.

## Storia osservativa

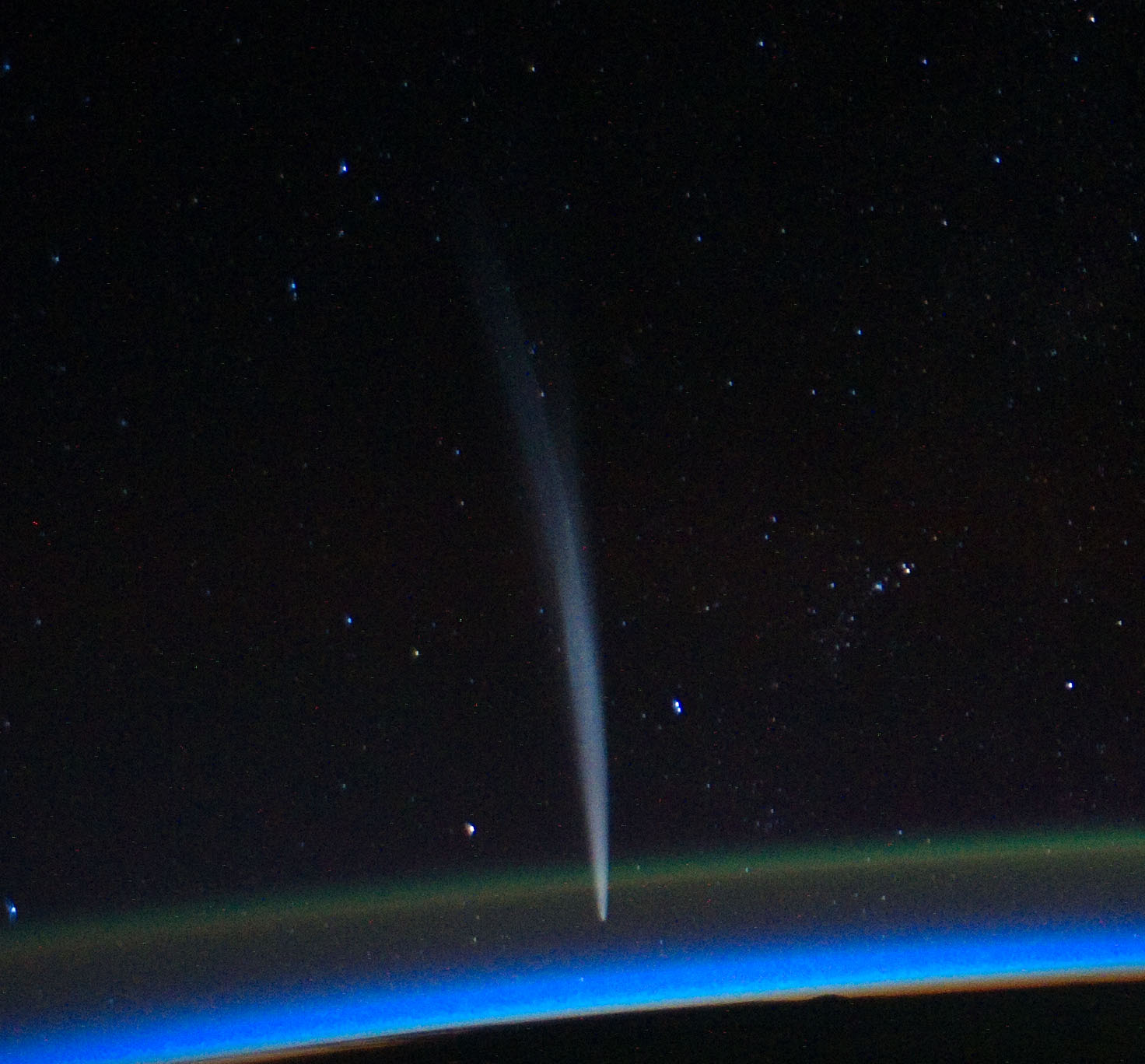
La Cometa Lovejoy fotografata dalla Stazione spaziale internazionale.

La Cometa Lovejoy è stata scoperta come un oggetto della tredicesima magnitudine il 27 novembre 2011 dall'astronomo Terry Lovejoy con un telescopio Schmidt-Cassegrain da 20 cm di diametro ed un rapporto focale f/2,1 montante una fotocamera CCD, dal suo sito d'osservazione a Thornlands, un sobborgo di Brisbane, in Australia. La scoperta è stata confermata il 1º dicembre da Alan C. Gilmore e Pamela M. Kilmartin dell'Osservatorio universitario di Mount John, in Nuova Zelanda. Il CBAT ne ha quindi dato notizia il 2 dicembre.
Una prima orbita è stata calcolata da Gareth V. Williams il 2 dicembre utilizzando le osservazioni dei due giorni precedenti; la soluzione indicava un'orbita parabolica che avrebbe portato la cometa a transitare nel suo perielio a 0,0059 UA dal Sole, il seguente 16 dicembre. Williams, in seguito, ha migliorato i propri calcoli grazie all'acquisizione di un maggior numero di osservazioni ed orbite più precise sono state pubblicate il 5, l'11 ed il 16 dicembre. Esse indicano che la cometa percorre un'orbita chiusa, ma caratterizzata da un periodo di diverse centinaia di anni.
Nei giorni compresi tra la scoperta ed il transito al perielio, è stata condotta una campagna di osservazione nell'emisfero australe finalizzata a caratterizzare la cometa, ritenuta d'interesse perché dalle dimensioni molto maggiori rispetto alle altre comete radenti abitualmente scoperte attraverso il telescopio spaziale SOHO. In particolare, si è ritenuto che il diametro potesse essere compreso tra 100 e 200 m. Come tale, la cometa sarebbe potuta non sopravvivere al passaggio al perielio, che l'avrebbe vista transitare attraverso la corona solare.
La cometa è transitata il 16 dicembre a circa 140.000 km dalla superficie solare, sopravvivendo all'evento. Ciò suggerisce che le dimensioni del nucleo siano maggiori rispetto a quanto precedentemente ipotizzato e che possa raggiungere anche i 500 m di diametro. Al suo massimo, ha raggiunto una magnitudine di -4, confrontabile con quella di Venere. Come tale, è la cometa radente più luminosa osservata attraverso SOHO. Ad ogni modo, la cometa non è stata visibile ad occhio nudo a causa della sua vicinanza al Sole.

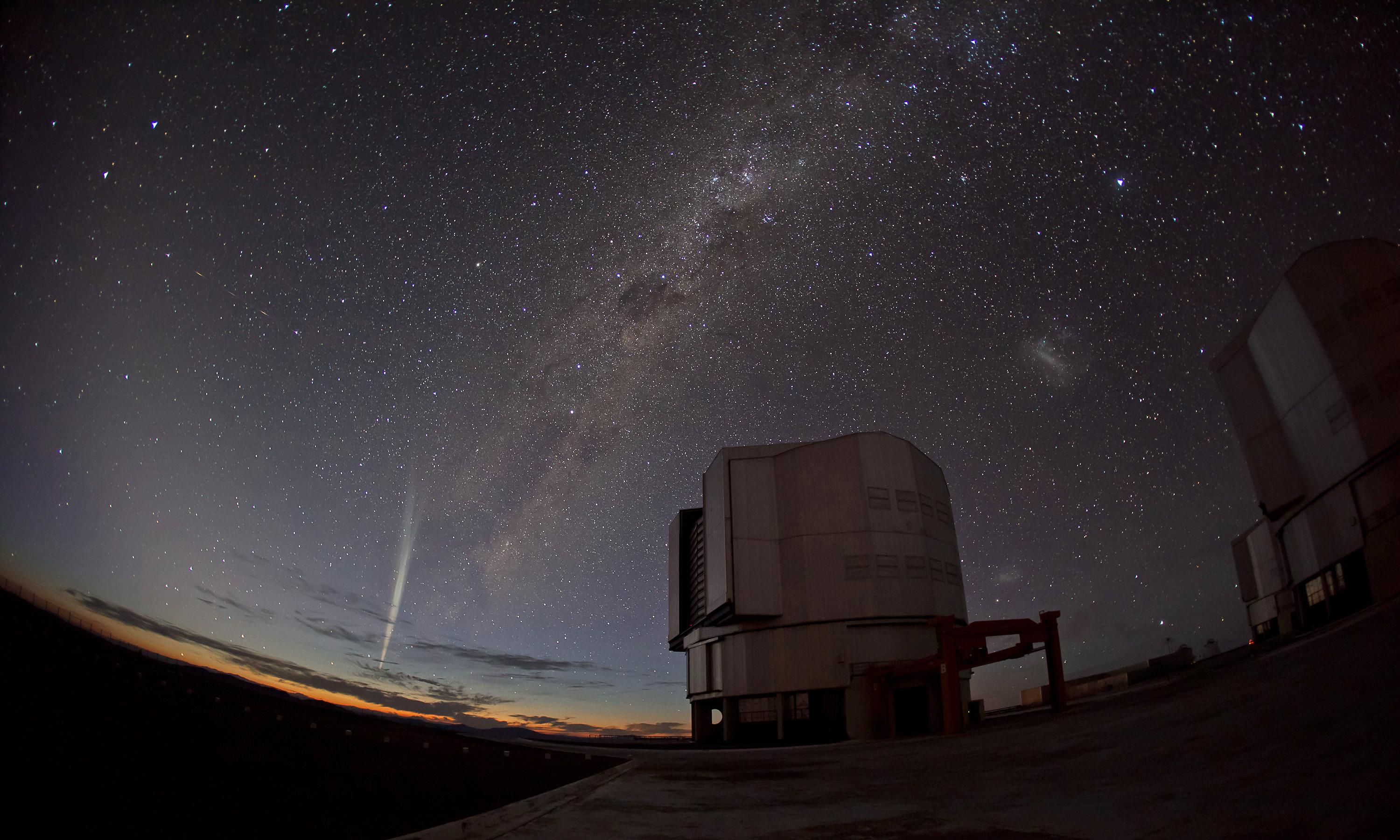
La Cometa Lovejoy ripresa il 22 dicembre 2011 dall'Osservatorio del Paranal.

La cometa è comparsa nel campo visivo del telescopio solare STEREO-A il 3 dicembre e del Solar and Heliospheric Observatory (SOHO) il 14 dicembre. È stata oggetto di osservazione nei momenti che hanno preceduto e seguito il transito al perielio da parte di cinque telescopi spaziali per l'osservazione solare: STEREO, SOHO, SDO, Hinode e PROBA-2.
La cometa è stata osservata visivamente già il 16 dicembre, ma è divenuta pienamente visibile dagli osservatori a terra il giorno seguente, quando è stata più volte fotografata. Durante tali osservazioni è stato stimato che raggiungesse una magnitudine prossima a -1. Dal 21 dicembre la cometa è divenuta visibile ad occhio nudo all'alba dall'emisfero australe, nella costellazione dello Scorpione, come un oggetto di magnitudine compresa tra +1 e +2. La sua luminosità è tuttavia rapidamente diminuita nei giorni seguenti, sebbene lo spettacolo offerto dal sorgere della sua coda - che ha raggiunto anche i 30° di estensione - abbia continuato ad affascinare gli osservatori dell'emisfero australe.